# Amprentă ecologică

Harta mondială ce reprezintă țările și amprenta lor ecologică, în raport cu media biocapacității mondiale (2007).

Amprenta ecologică măsoară cerințele omenirii față de natură,   și anume mărimea resurselor naturale necesare pentru a susține economia și activitatea oamenilor. Aceasta urmărește și înregistrează cerințele prin intermediul unui sistem de contabilitate ecologică. Cu ajutorul acestui sistem se compară aria biologică productivă pe care oamenii o folosesc pentru consumul lor, cu zona productivă, din același punct de vedere, disponibilă într-o anumită regiune sau în lume, ( biocapacitatea este zona productivă care poate regenera resursele naturale necesare omului). Pe scurt, amprenta ecologică măsoară impactul uman asupra ecosistemului Pământului și indică dependența economiei umane față de capitalul natural . 
Amprenta și biocapacitatea pot fi comparate la nivel individual, regional, național și global. Atât amprenta, cât și biocapacitatea se schimbă în fiecare an în funcție de numărul de persoane, consum per persoană, eficiența producției și productivitatea ecosistemelor. La nivel global, evaluările amprentei arată cât de mari sunt cerințele omului față de resursele naturale, în comparație cu resursele regenerabile ale planetei Pământ. Începând cu anul 2003, Organizația Internațională Global Footprint Network calculează amprenta ecologică în baza datelor statistice ale ONU(cunoscute sub numele de National Footprint Accounts), pentru întreaga lume și pentru peste 200 de țări în parte. În fiecare an, calculele sunt actualizate cu cele mai recente date statistice. Perioadele de timp sunt recalculate la fiecare actualizare, întrucât statisticile ONU schimbă și seturile de date istorice. După cum este reprezentat în Lin și colab. (2018),  în ciuda actualizărilor de date, tendințele din aceste perioade pentru țările lumii în general au rămas constante. De asemenea, în urma studiului recent realizat de către Ministerul Mediului din Elveția, tendințele elvețienilor pentru perioada studiată (1996-2015) sunt egale cu 1-4% la sută.  Global Footprint Network estimează că, începând cu 2014, omenirea folosește de 1,7 ori mai mult capitalul natural, decât resursele naturale ar putea să se regenereze.    Acest fapt demonstrează că echivalentul amprentei ecologice al omenirii depășește de 1,7 dimensiunea Pământului. 
Analiza amprentei ecologice este utilizată pe scară largă în toată lumea, în sprijinul evaluărilor de sustenabilitate .  Aceasta permite oamenilor să măsoare și să gestioneze utilizarea resurselor în toate sectoarele economice și să exploreze durabilitatea stilurilor de viață individuale, a bunurilor și serviciilor, organizațiilor, sectoarelor industriei, cartierelor, orașelor, regiunilor și națiunilor.  Începând cu anul 2006, a apărut o primă serie de standarde de amprentă ecologică care prezintă amănunțit atât procedurile de comunicare cât și de calcul al amprentei ecologice. Cea mai recentă versiune sunt standardele care au fost actualizate în 2009. 

## Măsurarea și metodologia amprentei

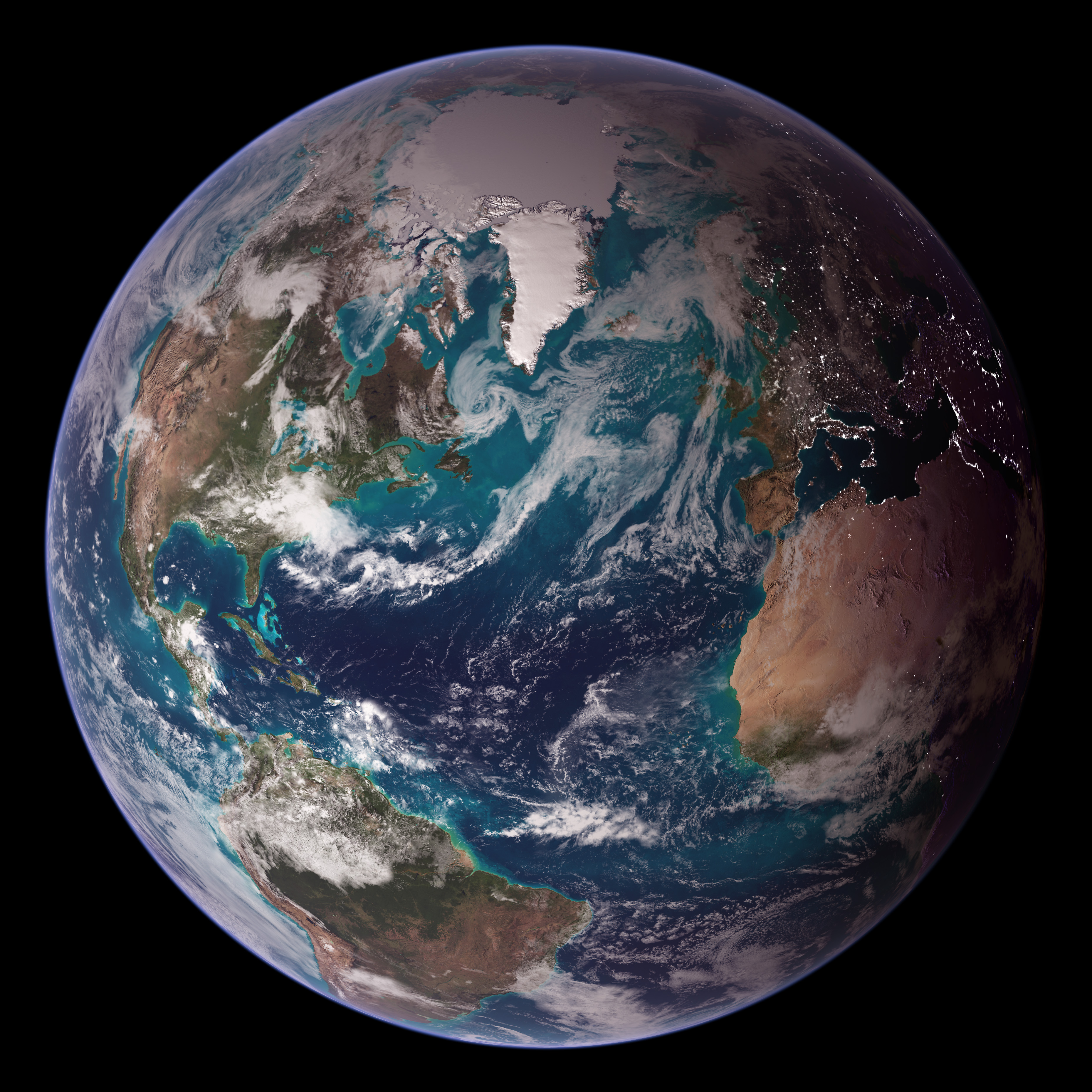
Resursele naturale ale Pământului sunt epuizabile și sunt nedurabile față de cerințele actuale ale activităților umane.

Pentru anul 2014, Global Footprint Network a estimat indicele amprentei ecologice a omenirii ca fiind egal cu masa a 1,7 planete asemănătoare Pământului ca dimensiune. Aceasta înseamnă că, potrivit calculelor lor, cerințele omenirii față de resursele naturale ale planetei depășeau de 1,7 ori capacitatea de regenerare a  ecosistemelor planetei.  
Amprentele ecologice pot fi calculate pe orice scară: pentru o activitate, o persoană, o comunitate, un oraș, o regiune, o națiune sau pentru omenirea în ansamblu. Datorită concentrării populației, orașele au amprente ecologice mari și au devenit epicentrul reducerii amprentei. 
Contabilizarea amprentei ecologice la nivel național este descrisă pe pagina web a Organizației Internaționale Global Footprint Network  sau mai detaliat în lucrări academice, inclusiv Borucke și altele. 
Comitetul Național de Revizuire a Conturilor a publicat, de asemenea, o agendă de cercetare cu privire la modul de îmbunătățire a conturilor. 

## Generalități
Prima lucrare academică despre amprentele ecologice a fost publicată de William Rees în anul 1992.  Concepttele de amprentă ecologică și metodă de calcul au fost dezvoltate ca dizertație de doctorat a lui Mathis Wackernagel, sub supravegherea lui Rees la Universitatea din Columbia Britanică din Vancouver, Canada, în perioada anilor 1990-1994.  Inițial, Wackernagel și Rees au numit acest concept „capacitate de transport adecvată”.  Pentru a face această idee mai ușor înțeleasă, Rees a propus termenul de „amprentă ecologică”, inspirat de un informatician care a lăudat „amprenta mică de pe ecran” a noului său calculator.  La începutul anului 1996, Wackernagel și Rees au publicat cartea Our Ecological Footprint: Reducing Human Impact on the Earth cu ilustrații de Phil Testemale. 
Indicele amprentei la sfârșitul unui sondaj sunt clasificate după carbon, produse alimentare, locuințe, bunuri și servicii, precum și după indicele amprentei mai multor planete asemănătoare Pământului luate împreună, necesare pentru a menține populația lumii la nivelul necesar de consum. O astfel de abordare poate fi aplicată și unei activități precum fabricarea unui produs sau conducerea unei mașini. Această contabilizare a resurselor este similară cu evaluarea ciclului de viață în care consumul de energie, biomasă (alimente, fibre), materiale de construcție, apă și alte resurse sunt transformate într-o măsură normalizată a suprafeței de teren numită hectare globale (gha). 
Contabilizarea Amprentei Ecologice se concentrează pe resursele biologice. Mai mult decât resursele neregenerabile, cum ar fi petrolul sau mineralele, resursele biologice sunt cele mai limitante materiale pentru satisfacerea intereselor omului. De exemplu, deși cantitatea de combustibil fosil în subteran este limitată, capacitatea biosferei este și mai limitată când aceasta se confruntă cu CO2 emis în timpul arderii. Această abilitate este una dintre practicile concurente ale biocapacității planetei. În același mod, procesul de extragere a mineralelor din litosferă și concentrarea acestora este limitat de cantitatea de energie disponibilă. Factorii care influențează capacitatea ecosistemelor de regenerare a biomasei sunt: accesul la apă, clima, fertilitatea solului, energia solară, tehnologia și practicile de management. Această capacitate de regenerare, determinată de fotosinteză, se numește biocapacitate . 
Amprenta ecologică (EF) pe cap de locuitor  sau analiza amprentei ecologice (EFA) este un mod de a compara consumul și stilurile de viață și de a verifica acest lucru în raport cu biocapacitatea - capacitatea naturii de a asigura aceste resurse de consum. Acest instrument poate informa politicile examinând în ce măsură o națiune folosește mai mult (sau mai puțin) decât este disponibil pe teritoriul său, sau în ce măsură stilul de viață al națiunii ar fi reproductibil la nivel mondial. Amprenta poate fi, de asemenea, un instrument util pentru educarea oamenilor în ceea ce privește capacitatea de transport și supraconsum, cu scopul de a modifica comportamentul personal. Amprentele ecologice pot fi utilizate pentru a susține ideea că multe stiluri de viață actuale nu sunt sustenabile. O astfel de comparație globală arată în mod clar inegalitățile utilizării resurselor pe această planetă, la începutul secolului al XXI-lea. 
În 2007, suprafața biologică productivă medie per persoană, la nivel mondial a fost de aproximativ 1,8 hectare globale (gha) pe cap de locuitor. Amprenta din spațiul american pe cap de locuitor a fost de 9,0 gha, iar cea din Elveția de 5,6 gha, în timp ce amprenta din China  a fost de 1,8 gha.   WWF susține că amprenta umană a depășit biocapacitatea (disponibilitatea de resurse naturale) a planetei cu 20%.  Wackernagel și Rees au estimat inițial că capacitatea biologică disponibilă pentru cele 6 miliarde de oameni de pe Pământ la acea vreme era de aproximativ 1,3 hectare de persoană, fiind un număr mai mic decât 1,8 hectare globale publicate în anul 2006, deoarece studiile inițiale nu foloseau hectare globale și nici nu includeau zone marine bioproductive . 
O serie de ONG-uri oferă calculatoare de amprentă ecologică (vedeți Footprint Calculator, mai jos). 

## Tendințe globale în amprenta ecologică a omenirii
Conform ediției din 2018 a National Footprint Accounts, amprenta ecologică totală a omenirii prezintă o tendință în creștere începând cu anul 1961, crescând în medie cu 2,1% în fiecare an (SD = 1,9).  Amprenta ecologică a omenirii a fost de 7 miliarde de gha în anul 1961 și a crescut la 20,6 miliarde de gha în 2014 . În 2014, amprenta ecologică medie mondială a fost de 2,8 hectare globale per persoană.  Amprenta care se răspândește cel mai repede pe glob este cea de carbon - parte a amprentei ecologice, ce reprezintă în prezent aproximativ 60% din amprenta ecologică totală a omenirii.  
Biocapacitatea Pământului nu crește odată cu amprenta ecologică. Creșterea biocapacității a fost în medie de numai 0,5% pe an (SD = 0,7).  Din cauza intensificării agricole, biocapacitatea era de 9,6 miliarde de gha în anul 1961 și a crescut până la 12,2 miliarde de gha în 2016.  
Prin urmare, Pământul se află într-o depășire ecologică (unde oamenii folosesc mai multe resurse și generează deșeuri într-un ritm în care ecosistemul nu le poate regenera) încă din anii '70.  În 2018, data de 1 august a fost desemnată drept Ziua Datoriei Eco, ziua în care oamenii au utilizat mai multe resurse naturale decât planeta poate regenera într-un an.  Acum, peste 85% din populația Pământului trăiește în țări cu deficit ecologic.  Aceasta înseamnă că amprenta lor ecologică pentru consum depășește biocapacitatea țării respective. 

## Cercetări realizate în Regatul Unit
Amprenta ecologică medie în Regatului Unit este de 5,45 hectare globale pe cap de locuitor (gha), cu variații între regiunile cuprinse între 4,80 gha (Țara Galilor) și 5,56 gha (Estul Angliei). 
Recent au fost realizate două studii, care au examinat comunitățile mici cu impact relativ redus. O dezvoltare a 96 de locuințe cu venituri mixte din sudul Londrei, cunoscută sub denumirea de BedZED, a fost proiectată de Bill Dunster Architects și consultanții de sustenabilitate BioRegional pentru Peabody Trust . Deși populată de cumpărători primari de case, BedZED s-a dovedit a avea o amprentă de 3,20 gha datorită producției de energie regenerabilă la fața locului, arhitecturii eficiente din punct de vedere energetic și a unui program amplu în ceea ce privește un stil de viață eco, care a fost implementat în primul club de service auto din Londra. Raportul nu a măsurat amprenta suplimentară a celor 15.000 de clienți care au apelat la serviciile BedZED de la finalizarea sa în 2002. Findhorn Ecovillage, o comunitate cu intenție rurală din Moray, Scoția, a avut o amprentă totală de 2,56 gha, incluzând atât numeroșii oaspeți, cât și vizitatorii care călătoresc în comunitate pentru a urma cursuri rezidențiale acolo sau în campusul din apropierea Cluny Hill College. Cu toate acestea, rezidenții înșiși au o amprentă de 2,71 gha, puțin peste jumătatea mediei naționale a Regatului Unit și una dintre cele mai mici amprente ecologice ale oricărei comunități măsurate până acum în lumea industrializată.   S-a descoperit faptul că Ferma Keveral, o comunitate de agricultură ecologică din Cornwall, are o amprentă de 2,4 gha, dar cu diferențe substanțiale în amprentele între membrii comunității. 

## Amprenta ecologică la nivel individual
În urma studiului realizat în anul 2012, asupra consumatorilor „eco” și cei „non-eco” (în care se presupunea că persoanele ,,eco" au un impact ecologic pozitiv mai mic decât cele „non-eco”), s-a ajuns la concluzia că „cercetarea nu a găsit nicio diferență semnificativă între amprentele de carbon a consumatorilor eco și non-eco".   Un studiu efectuat în anul 2013 a ajuns la aceeași concluzie.  
Un studiu realizat în 2017 publicat în Environmental Research Letters a susținut că cel mai eficient mod în care oamenii își pot reduce propria amprentă de carbon este ca aceștia să aibă mai puțini copii, să renunțe la automobile, la călătoriile pe cale aeriană și să adopte diete bazate pe plante.  World Scientists' Warning to Humanity 2017: O a doua remarcă, co-semnată de peste 15.000 de oameni de știință din lume, îndeamnă oamenii să-și „reexamineze și să-și schimbe comportamentul personal, inclusiv limitarea reproducerii noilor indivizi (în mod ideal, cel mult la nivel de înlocuire) și diminuarea drastică a consumului pe cap de locuitor de combustibili fosili, carne și alte resurse. "  Potrivit unui studiu din anul 2018, publicat în revista americană Science, excluderea din alimentație a produselor de origine animală, inclusiv a cărnii și a produselor lactate, este cel mai eficient mod prin care oamenii își pot reduce impactul ecologic global negativ asupra Pământului, însemnând „nu doar limitarea gazelor cu efect de seră, ci și acidificarea globală, eutrofizarea, utilizarea terenurilor sau a apei". 

## Recenzii și critici
Prima critică a fost publicată de van den Bergh și Verbruggen în anul 1999,  care a fost actualizată în 2014.  O altă critică a fost publicată în anul 2008.  În iunie 2008 a fost publicată o analiză mai amănunțită comandată de Direcția Generală Mediu a Comisiei Europene. În urma acestei analize, s-a constatat că amprenta ecologică este "un indicator util pentru evaluarea progresului în strategia de resurse a UE", autorii au remarcat că analiza amprentei ecologice a fost unică "în capacitatea sa de a relaționa utilizarea resurselor cu conceptul de capacitate de transport". În urma analizei s-a constatat că erau necesare îmbunătățiri suplimentare asupra calității datelor, metodologiilor și ipotezelor. 
O critică recentă a conceptului se datorează lui Blomqvist și colab, 2013a,  cu o replică din partea lui Rees și Wackernagel, 2013,  și a unei replici a lui Blomqvist și colab, 2013b. 
O critică adițională se datorează lui Giampietro și Saltelli (2014a),  cu o replică din partea lui Goldfinger și colab, 2014,  o replică de Giampietro și Saltelli (2014a),  și comentarii suplimentare ale lui van den Bergh și Grazi (2015). 
Mai multe țări s-au angajat în colaborări de cercetare pentru a testa validitatea acestei metode, acestea fiind: Elveția, Germania, Emiratele Arabe Unite și Belgia. 
Grazi și colab. (2007) au efectuat o comparație sistematică dintre metoda amprentei ecologice și analiza bunăstării spațiale care include factori externi ai mediului, efecte de aglomerare și avantaje comerciale.  S-a constatat că cele două metode pot duce la clasificarea distinctă și chiar opusă a unor tipare spațiale diferite de activitate economică. Totuși, acest lucru nu ar trebui să fie surprinzător, deoarece cele două metode abordează diferite întrebări de cercetare. 
Newman (2006) a susținut teoria la baza căreia se află ideea înclinării anti-urbane a conceptului de amprentă ecologică, deoarece conceptul nu ia în considerare oportunitățile create de creșterea urbană.  Calcularea indicelui amprentei ecologice pentru zone dens populate, cum ar fi un oraș sau o țară mică cu o populație relativ mare - de ex. New York și, respectiv, Singapore - pot duce la percepția acestor populații ca fiind „parazite”. Acest lucru se datorează faptului că aceste comunități au o biocapacitate intrinsecă mică și, în schimb, trebuie să se bazeze pe zonele interioare mari ale țării. Criticii susțin că aceasta este o caracterizare dubioasă, deoarece fermierii rurali dotați cu utilaje agricole din țările dezvoltate  pot consuma cu ușurință mai multe resurse decât locuitorii urbani, din cauza cerințelor de transport și a indisponibilității economiilor de scară . Mai mult, astfel de concluzii morale par a fi un argument pentru autarhie. Unii însă văd în esență acest fapt, susținând că Amprenta neagă avantajele comerțului. Prin urmare, criticii susțin că Amprenta poate fi aplicată doar la nivel global. 
Această metodă pare să compenseze înlocuirea ecosistemelor originale cu monoculturile agricole cu o productivitate înaltă, prin alocarea unei astfel de biocapacități mai mari acestor regiuni. De exemplu, înlocuirea pădurilor vechi sau a pădurilor tropicale cu păduri sau plantații de monocultură poate îmbunătăți amprenta ecologică. În mod similar, dacă randamentul agriculturii ecologice ar fi fost mai mic decât cel al metodelor convenționale, acest lucru ar putea duce la prima „penalizare” cu o amprentă ecologică mai mare.  Desigur, această perspectivă, deși este valabilă, provine din ideea de a folosi amprenta ca singura măsură. Dacă utilizarea de amprente ecologice este completată cu alți indicatori, precum unul pentru biodiversitate, problema ar putea fi rezolvată. Într-adevăr, raportul Living Planet al WWF completează calculele bienale ale amprentei cu indicele biodiversității Living Planet.  Manfred Lenzen și Shauna Murray au creat o amprentă ecologică modificată care ține cont de biodiversitate pentru utilizarea în Australia. 
Deși modelul de amprentă ecologică anterioară anului 2008 trata energia nucleară în aceeași manieră ca energia termică pe baza arderii cărbunelui,  efectele reale asupra lumii ale celor două sunt radical diferite. Analiza ciclului de viață efectuată în cadrul centralei nucleare Torness si centralei nucleare suedeze Forsmark, a estimat indicile cantității emisiilor de dioxid de carbon care a fost egală cu 5,05 g / kW⋅h în 2002 pentru cea dintâi și cu 3,10 g / kW⋅h pentru cea din urmă.  Indicile cantității estimat anterior se compară cu 11 g / kW⋅h pentru energia hidroelectrică, 950 g / kW⋅h pentru cărbune, 900 g / kW⋅h pentru petrol și 600 g / kW⋅h pentru producerea gazelor naturale în Statele Unite în 1999  Cu toate acestea, cifrele înregistrate de Mark Hertsgaard arată că, din cauza întârzierilor în construirea centralelor nucleare și a costurilor implicate, investițiile pentru eficiența energetică și a energiei regenerabile rambursează de șapte ori rentabilitatea investițiilor în energia nucleară. 
Sursa de alimentare electrică din Suedia, Vattenfall , a efectuat un studiu privind emisiile de gaze cu efect de seră ale ciclului de viață complet ale surselor de energie pe care le folosește pentru a produce energie electrică, și anume: nucleare, hidrologice, cărbune, gaze, celule solare, turbă și eoliană. Rezultatul net al studiului a arătat că energia nucleară a produs 3,3 grame de dioxid de carbon pe kW⋅h de putere produsă. Acest lucru se compară cu 400 pentru gaz natural și 700 pentru cărbune (conform acestui studiu). De asemenea, studiul a stabilit că energia nucleară produce cea mai mică cantitate de CO 2 din oricare dintre sursele lor de electricitate. 
Există argumente că problemele deșeurilor nucleare nu se compară nici pe departe cu problemele deșeurilor de combustibili fosili.    Într-un articol publicat de BBC în 2004 este menționat: „Organizația Mondială a Sănătății (OMS) afirmă că anual 3 milioane de oameni mor la nivel mondial din cauza poluării atmosferice, provocate de utilizarea vehiculelor și a emisiilor industriale, iar 1,6 milioane - din cauza poluării încăperilor în urma utilizării combustibililor solizi.”  Numai în SUA, deșeurile de combustibili fosili ucid 20.000 de oameni în fiecare an.  O centrală de cărbune emană de 100 de ori mai multă radiație decât o centrală nucleară cu aceeași putere.  Se estimează că, în 1982, pe teritoriul Statelor Unite arderea cărbunelui a emanat de 155 de ori mai multă radioactivitate în atmosferă decât în urma accidentului de la Three Mile Island .  În plus, deșeurile de combustibili fosili provoacă încălzirea globală, ceea ce duce la creșterea deceselor în urma uraganelor, inundațiilor și a altor fenomene meteorologice. Asociația Nucleară Mondială compară decesele cauzate de accidente în dependență de forma de producere a energiei. Conform comparației lor, decesele per TW-an de energie electrică produsă (în Marea Britanie și SUA) din 1970 până în 1992 sunt cotate cu 885 pentru hidroenergetică, 342 pentru cărbune, 85 pentru gaz natural și 8 pentru energie nucleară. 
Raportul Guvernului Australiei de Vest privind starea mediului reflectă indicele amprentei ecologice pentru populația Australiei de Vest, care era de șapte ori mai mare decât amprenta medie per persoană pe planetă în 2007, în total aproximativ 15 hectare. 

## Amprenta după țară

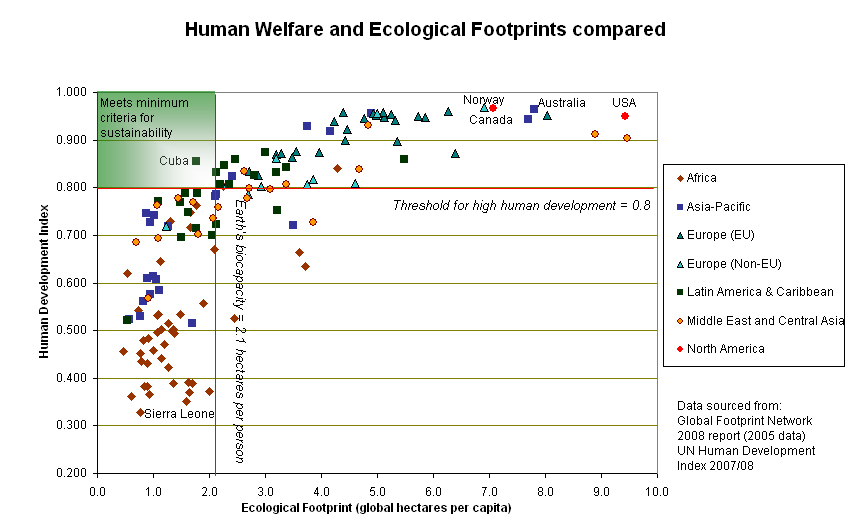
Amprenta ecologică pentru diferite țări în comparație cu indicele lor de dezvoltare umană.

Amprenta ecologică medie mondială în 2013 a fost de 2,8 hectare globale per persoană.  Media pe țară variază de la 10 la 1 hectare globale per persoană. Există, de asemenea, o variație mare în cadrul țărilor, care depinde de stilul de viață individual și de posibilitățile economice. 
Amprenta de GES (gaze cu efecte de seră) sau amprenta de carbon sunt o componentă a amprentei ecologice. Adesea, atunci când este raportată doar amprenta de carbon, aceasta este exprimată în greutate CO2 (sau CO2e, care reprezintă potențialul de încălzire a GES), dar poate fi exprimată și în zone terestre, precum amprente ecologice. Ambele pot fi aplicate produselor, persoanelor sau societăților întregi. 

## Consecințe
...fiecărui locuitor îi revine în medie 2,7 hectare globale de amprentă ecologică, deși sunt doar 2,1 hectare globale de pamânt și apă bioproductivă per cap locuitor pe Pământ. Aceasta înseamnă că omenirea deja a depășit biocapacitatea globală cu 30% și la momentul de față oamenii trăiesc nesustenabil, epuizând rezervele de capital natural.
Începând cu anii 1950, a fost propusă o nouă epocă geologică numită Antropocen pentru a distinge perioada cu impact major a oamenilor asupra ecosistemelor. 